# Retòrica visual

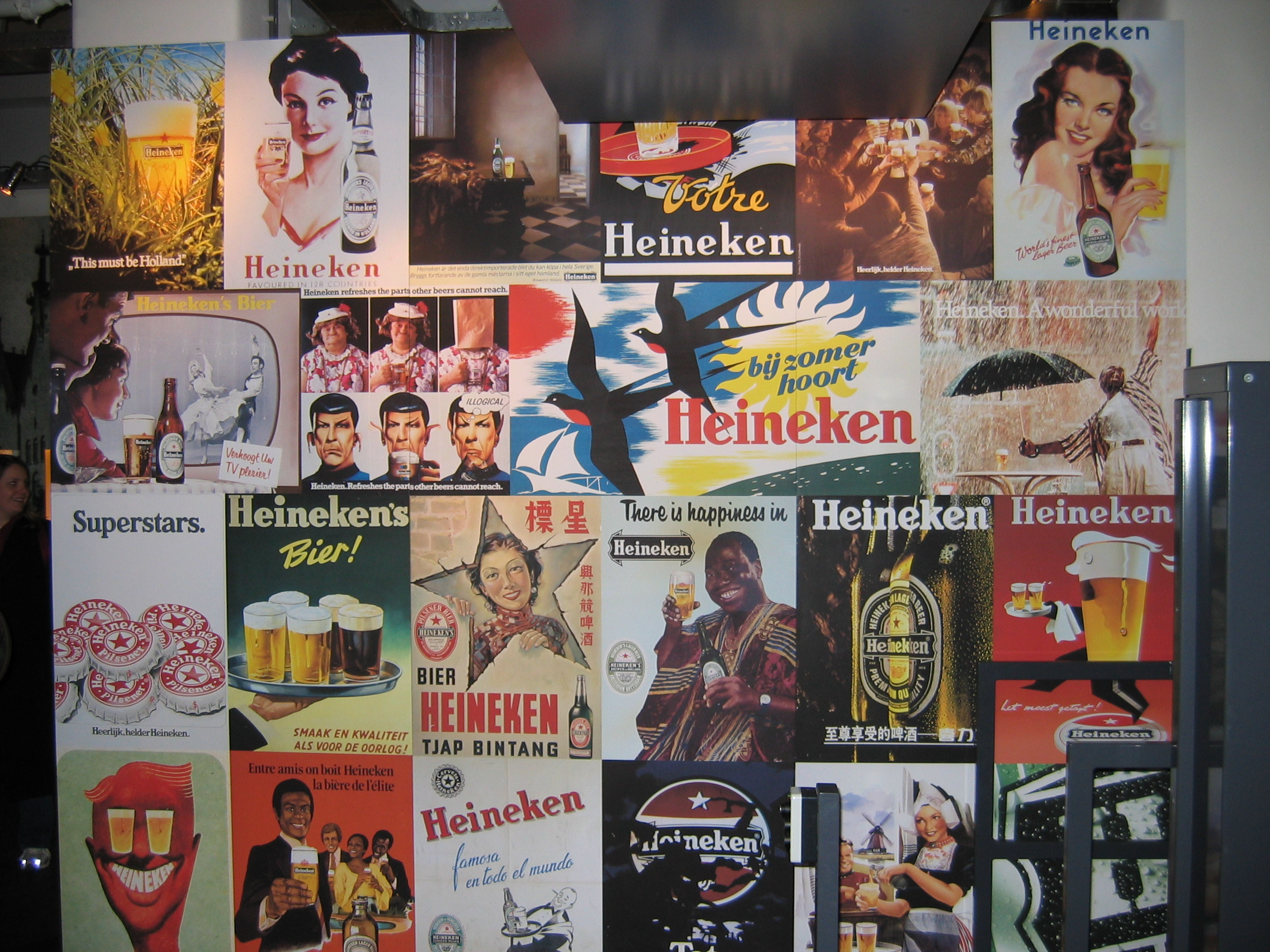
Retòrica visual aplicada a diferents imatges publicitàries de la cervesa Heineken

La retòrica visual és una forma de comunicació visual que utilitza les figures retòriques originàries de la literatura per transmetre missatges a través de les imatges, normalment amb una finalitat persuasiva.
Consisteix a comunicar una informació de manera no literal, és a dir, mostrar una cosa per a representar-ne una altra. Per aconseguir-ho s'afegeixen o eliminen elements d'una imatge per tal d'establir una sèrie de relacions entre ells, de manera que es crea una interacció psicològica entre la imatge i l'espectador. Així, aquest últim necessita fer un petit esforç mental per tal de desxifrar el missatge ocult que el dissenyador ha introduït prèviament de forma intencionada, i això és el que permet generar cert interès en el receptor. Aquestes tècniques retòriques aplicades a la imatge són molt emprades sobretot en publicitat per captar l'atenció dels consumidors.

## Història i origen
El terme retòrica es va originar a l'antiga Grècia i el seu concepte ha estat àmpliament discutit durant milers d'anys. Els sofistes van encunyar la idea per primera vegada com un terme abstracte per ajudar a etiquetar el concepte, mentre que Aristòtil va definir més estretament la retòrica com el potencial d'un missatge per influir en el públic. Els lingüistes i altres investigadors sovint defineixen la retòrica a través del conegut cinc cànons de retòrica. Amb el temps, aquesta definició ha anat evolucionant, s'ha ampliat i ha generat un debat seriós a mesura que s'han desenvolupat nous mitjans digitals de comunicació.
En el seu llibre Elements of Criticism, el retòric Lord Kames (també conegut com a Henry Home) va establir les bases per als retòrics posteriors adoptant la polèmica posició d'incloure l'art visual en la seva teoria de la crítica. Kames va argumentar molts dels mateixos punts que altres estudiosos de la Il·lustració —principalment que l'art era beneficiós per al públic— i digne de nota i elogi —si fomentava una millora moral del seu públic.
El teòric francès Roland Barthes l'any 1977 va treure a la llum una nova manera d'avaluar altres mitjans de comunicació, mostrant la rellevància de les teories retòriques tradicionals per al medi fotogràfic fixe. Barthes va explicar la retòrica visual en general com els missatges implícits i interpretats de l'obra, però aquests missatges més grans sovint s'estenen més enllà de la interpretació superficial inicial. La retòrica visual utilitza diverses eines per enganxar els lectors als seus mitjans (p. ex., gifs). Encara que de naturalesa semblant, un sorprenent La diferència entre la retòrica visual i la clàssica és la nova perspectiva dels cànons originals d'Aristòtil. Linda Scott va crear un nou públic mitjançant la construcció de nous canons exclusius per a la retòrica visual. sobre la capacitat del mitjà visual per "inventar" i argumentar, "arranjament" de l'element, i tot plegat amb un "entrega" significatiu de la presentació. Des dels seus inicis, els estudis populars han aparegut en obres publicades per discutir el paper de la retòrica visual en moltes facetes de la vida humana, especialment la publicitat.
El terme va sorgir en gran manera com un esforç per deixar de banda una determinada àrea d'estudi que centraria l'atenció en elements retòrics específics dels mitjans visuals. Històricament, l'estudi de la retòrica s'ha orientat cap a la lingüística. Els símbols visuals es van considerar trivials i subordinats i, per tant, van ser ignorats en gran part com a part d'un argument retòric. Com a resultat, la teoria retòrica moderna es va desenvolupar amb una exclusió significativa d'aquests símbols visuals, ignorant el camp de la retòrica visual com a àrea d'estudi separada. Els estudiosos de la retòrica visual analitzen fotografies, dibuixos, pintures, gràfics i taules, disseny d'interiors i arquitectura, escultura, imatges d'Internet i pel·lícules. Des d'una perspectiva retòrica, el focus se centra en la resposta contextual i no en la resposta estètica. Una resposta estètica és la percepció directa de l'espectador amb els aspectes sensorials del visual, mentre que amb una resposta retòrica, es dona significat al visual. Cada part de l'artefacte té significat en el missatge que es transmet; cada línia, cada ombrejat, cada persona té un propòsit. A mesura que els retòrics visuals estudien imatges i símbols, les seves troballes catalitzen desafiaments per al significat lingüístic en conjunt, permetent que sorgeixi un estudi més holístic de l'argument retòric amb el introducció d'elements visuals.

## Figures retòriques
Les figures retòriques són les tècniques que s'apliquen a les imatges per tal d'introduir-hi els missatges connotatius amb finalitats persuasives. A continuació s'expliquen les més utilitzades en el món publicitari:

### Metàfora i al·legoria
La metàfora en una imatge és la substitució d'un element per un altre que hi comparteix alguna propietat. Molts productes dentifricis, per exemple, han utilitzat aquest mètode per a representar la dentadura humana mitjançant altres elements que transmeten blancor o brillantor com poden ser un conjunt de bombetes o una fila de roba neta estesa.
Quan s'ajunten unes quantes metàfores en una mateixa imatge, llavors parlarem d'al·legoria.

### Metonímia
Es tracta de la substitució entre 2 elements que tenen alguna relació física entre ells. Aquesta relació pot ser de causa-efecte, espacial o temporal. Per exemple, podem identificar un os polar sense veure'l directament a través de les petjades que ha deixat sobre la neu. En aquest cas hi ha una relació de causa-efecte entre l'animal i les seves empremtes damunt la superfície.

### Sinècdoque
La sinècdoque és un tipus concret de metonímia en la qual es fa servir un element concret per representar alguna cosa més àmplia o viceversa. Per exemple, l'estàtua de la llibertat es pot fer servir per representar la ciutat de Nova York o, fins i tot, els Estats Units.

### Prosopopeia
Consisteix a dotar de qualitats humanes als animals o a objectes inanimats. També s'anomena personificació.

### Paral·lelisme
És la comparació directa i explícita entre 2 elements d'una mateixa imatge que són semblants.

### Oposició
Igual que el paral·lelisme, però amb la diferència que aquí els 2 elements comparats tenen característiques oposades. En una imatge publicitària sobre un automòbil, per exemple, podem comparar el vehicle amb una tortuga. Els 2 elements transmeten 2 conceptes clarament oposats: la velocitat i la lentitud.

### Hipèrbola
Consisteix a augmentar o disminuir de manera exagerada i evident un element de la imatge per reforçar el missatge.

### Repetició
És una tècnica que serveix per emfasitzar un element concret a força d'anar-lo repetint diverses vegades al llarg de la imatge.

### El·lipsi
Una el·lipsi és la supressió evident de l'element principal de la imatge per augmentar encara més la seva importància dins el missatge.

### Perífrasi
Aquesta figura s'utilitza per a representar un element concret sense que aquest aparegui explícitament en la imatge. Per aconseguir-ho es mostren altres elements visuals que representen un conjunt d'idees relacionades amb el que es vol promocionar, i d'aquesta manera podem imaginar-nos l'element en qüestió. Un cel blau, un paisatge bonic i la seva reflexió en l'aigua d'un llac, per exemple, han servit a moltes marques publicitàries per a promocionar els seus productes de neteja sense mostrar-ne directament ni el líquid ni l'envàs.

### Ironia
Consisteix a comunicar un missatge a través d'un altre missatge que vol dir exactament el contrari. Aquesta és una de les figures en la qual els aspectes culturals de cada individu poden tenir més influència en la transmissió del missatge. Un exemple d'aquesta figura el trobem en la publicitat d'una popular empresa de videojocs. Per intentar convèncer el públic de la diversió que provoquen les seves consoles portàtils, van utilitzar un grup de nens capcots que aparentment semblaven avorrits durant la seva primera comunió. En realitat, la seva posició corporal ens indicava que estaven concentrats, gaudint de la seva màquina just darrere un grup de noies que no deixaven veure explícitament el producte.

### Paradoxa
A diferència de la ironia, la paradoxa proposa una idea que aparentment sembla il·lògica, però ens intenta fer creure que és real.

### Anacolut
Es tracta d'una tècnica que altera de forma evident la realitat que coneixem per destacar-ne alguna cosa important.